# Rainer Strohbach
Rainer Strohbach, né le 17 avril 1958 à Dresde (RDA), est un nageur est-allemand, spécialiste des courses de nage libre.
Il a un temps été le mari de la rameuse d'aviron Kirsten Wenzel.

## Carrière
Rainer Strohbach fait partie du relais est-allemand cinquième du 4×200 mètres nage libre aux Jeux olympiques de 1976 à Montréal.
Un an plus tard, il est médaillé de bronze aux championnats d'Europe de natation 1977 en relais 4×200 mètres nage libre.
Aux Jeux olympiques de 1980 à Moscou, il est médaillé d'argent du relais 4×200 mètres nage libre. Strohbach termine aussi quatrième de la finale du 1 500 mètres nage libre.